# Dornoch Castle

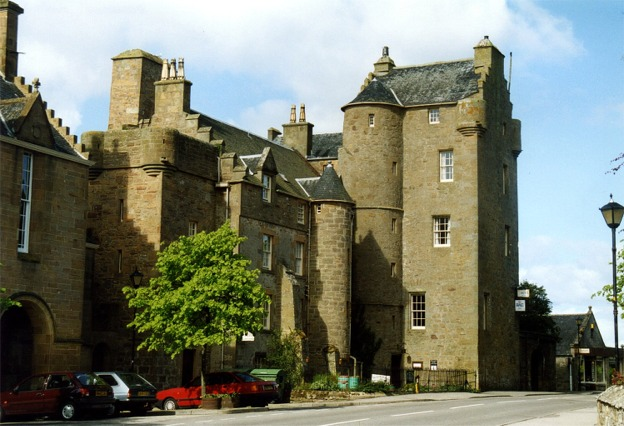
Dornoch Castle

Dornoch Castle ist eine Burg gegenüber der Kathedrale von Dornoch im Dorf Dornoch, etwa 65 km nördlich von Inverness in der schottischen Council Area Highland. Historisch lag sie in der traditionellen Grafschaft Sutherland.

## Geschichte
Dornoch Castle wurde um 1500 als Heim des Bischofs von Caithness errichtet. Bischof Robert Stewart schenkte die Burg 1557 John Gordon, 11. Earl of Sutherland. 1570 wurde die Burg im Zuge einer Fehde zwischen den Mackays und den Murrays im Brand gesteckt. Danach wurde sie wieder aufgebaut und der obere Teil des Turms hinzugefügt. Im 18. Jahrhundert verfiel die Burg, wurde aber 1813–1814 restauriert, um als Schule und Gefängnis zu dienen. 1859/1860 wurde sie ein Gerichtsgebäude und Hauptquartier des Sheriffs of Sutherland. Dazu wurde es von Architekt William Fouler grundlegend umgebaut.
Weitere Umbauten wurden um 1880 durchgeführt, z. B. die Erhöhung des Südwestblocks und der Aufbau eines dritten Stockwerks auf den Ostturm. Nach dieser Restaurierung wurde die Burg ein Jagdschloss für sportliche Gäste. 1947 wurde sie in ein Hotel umgewandelt. Das Dornoch Castle Hotel hat 24 Zimmer einschließlich der Suiten und Gartenzimmer, die in den 1970er-Jahren angefügt wurden. Zusätzlich gibt es etliche persönliche Zimmer und ein Restaurant. Historic Scotland hat Dornoch Castle als historisches Bauwerk der Kategorie B gelistet.
Die Burg soll vom Geist von Andrew McCornish heimgesucht werden, der wegen Diebstahls von Schafen gehängt wurde.